# Nihon Denpa News
Nihon Denpa News (日本電波ニュース社) tên đầy đủ là Nihon Denpa News Co.,Ltd, thường viết tắt là NDN là một hãng thông tấn chuyên về truyền hình báo chí của có trụ sở tại Tokyo, Nhật Bản và hoạt động theo phương châm "Đoàn kết, hữu nghị, hiểu biết lẫn nhau giữa nhân dân các nước Châu Á". Tuy nhiên hoạt động của hãng đã phát triển rộng khắp các châu lục.

## Lịch sử
Hãng Nihon Denpa News được thành lập ngày 02/3/1960 bởi Yanagisawa Yasuo (山本薩夫). Ông Yanagisawa Yasuo vốn làm việc trong hãng thông tấn NHK của chính phủ Nhật Bản nhưng sau đó ông cùng một số nhân viên đã bị sa thải do tham gia phong trào phản đối Hiệp ước an ninh Nhật - Mỹ (1960). Ông đã tập hợp một số nhân viên cũ lại và lập ra hãng thông tấn Nihon Denpa News.
Năm 1964, hãng mở văn phòng đại diện ở Bắc Kinh, sau đó là Hà Nội. Năm 1966, ban làm phim được thành lập. Trong các năm sau đó, những văn phòng đại diện của Nihon Denpa News được mở ở khắp các nước: Phnom Penh, Campuchia năm 1968; Prague, Tiệp Khắc năm 1969; Cairo, Ai Cập.

## Mối quan hệ với Việt Nam
Giữa năm 1962, đại diện của NDN lần đầu tiên tới Hà Nội và kết quả là hãng này đã ký được thoả thuận hợp tác phát thanh, truyền hình với uỷ ban Liên lạc văn hoá nước ngoài và một hãng phim của Việt Nam Dân chủ Cộng hòa. Hãng NDN đặt trụ sở tại Hà Nội vào 4/12/1964, phân xã trưởng đầu tiên là ông Suzuki Toshiichi. NDN là hãng thông tấn đến từ thế giới tư bản đầu tiên đặt trụ sở và tiến hành đưa tin về Việt Nam cũng như cung cấp tin bài cho các hãng thông tấn nước ngoài.
Hãng đã có khoảng 1500 bản tin thời sự và nhiều chương trình phóng sự về Việt nam được phát sóng. Nổi bật có thể kể tới những phóng sự về các trận ném bom của không quân Mỹ tại miền Bắc ngày 07/02/1965; trận ném bom phá hoại Bệnh viện Phong ở Quỳnh Lập; việc lần thứ hai Mỹ mở rộng chiến tranh phá hoại miền Bắc và những trận tập kích bằng B52 vào Hà Nội, Hải Phòng; Các cuộc phỏng vấn lãnh tụ, lãnh đạo như Hồ Chí Minh, Phạm Văn Đồng, Lê Duẩn,...Hiệp định Paris được ký kết; sự kiện Chủ tịch Hồ Chí Minh qua đời và Lễ quốc tang.…
Trong hoàn cảnh chiến tranh diễn ra ác liệt và phải mãi tới năm 1970, Việt Nam mới có hãng truyền hình riêng (VTV), các hãng phát thanh truyền hình nước ngoài tác nghiệp ở Việt Nam còn ít, những thước phim, hình ảnh và tư liệu của hãng Nihon Denpa News có giá trị lớn trong việc lưu giữ và phản ánh tin tức về Việt Nam.
Ngày nay, NDN vẫn là một trong những hãng báo chí nước ngoài tích cực thông tin về Việt Nam và có hoạt động hợp tác chặt chẽ với nhiều hãng truyền hình và nhà xuất bản trong nước.

## Các giải thưởng
Giải thưởng cho chương trình TV cà video:
- Năm 1973:「ベトナム・インドシナ一連の報道」 - 日本ジャーナリスト会議（JCJ）奨励賞
- Năm 1981: 中京テレビ「さまよえる難民」 - 文化庁芸術祭優秀賞受賞
- Năm 1986: テレビ朝日「車椅子のおてんば娘」 - 日本民間放送連盟賞優秀賞
- Năm 1988:「ドキュメント三宅島」 - 映画進行会議奨励賞受賞
- Năm 1991: 日本テレビ「よみがえる仁王像」 - 文化庁芸術作品賞受賞
- Năm 1995: ハイビジョン「神々の棲む里〜長野県南信濃村」 - ヒューストン国際映画祭文化芸術部門グランプリ
- Năm 1995: ハイビジョン「遥かなる流れの郷〜岩手県胆沢村」 - シカゴ国際映画祭ドキュメンタリー部門ゴールドプラーク賞
- Năm 1998: NHK祝日特集「ネパール塩の隊商が行く」 - 郵政大臣賞受賞
- Năm 1998: NHK 『BS特集』「ネパール母の家」 - ATP賞受賞
- Năm 1998: テレビ朝日 『サンデープロジェクト』「スーパーKを追え〜北朝鮮偽札事件」 - ギャラクシー奨励賞
- Năm 2000: NHK 『BS特集』「ネパール母の家」 - I賞、ATPドキュメンタリー部門優秀賞
- Năm 2001: ビデオ「屋根を葺く技術〜檜皮葺・柿葺」 - 日本紹介映画コンクール優秀賞
- Năm 2001: BS-i「封印された旋律〜ガス室に消えた音楽家たち〜」 - 国際ハイビジョン映画祭入賞
- Năm 2002: NHK『ハイビジョンスペシャル』「氷上のふたり〜ロシア愛と挑戦の物語」 - ATPドキュメンタリー部門優秀賞
- Năm 2003: フジテレビ 『ザ・ノンフィクション』「森を追われた動物たち」 - ATPドキュメンタリー部門優秀賞
- Năm 2006: テレビ朝日 『サンデープロジェクト』「シリーズ言論は大丈夫か〜共謀罪〜」 - JCJ賞受賞

Giải thưởng cho các bộ phim:
- Năm 1969: Bộ phim ベトナム」 đạt giải ライプツィヒ映画祭銀鳩賞、キネマ旬報ベストテン
- Năm 1972: Bộ phim「ニクソン・ノー」 đạt giải ライプツィヒ映画祭名誉賞
- Năm 1979: Bộ phim「ほうりだされてなるものか」đạt giải - ライプツィヒ映画祭奨励賞
- Năm 1982: Bộ phim「子どもたちの昭和史」 đạt giải 映画復興会議奨励賞
- Năm 1982: Bộ phim「りんごの樹は育つ〜沖電気争議団の記録」 đạt giải 映画復興会議奨励賞
- Năm 1988: Bộ phim「嵐〜産業空洞化との闘い」 đạt giải 映画復興会議奨励賞